# Scottsbluff (Nebraska)
Scottsbluff je grad u američkoj saveznoj državi Nebraska. Prema popisu stanovništva iz 2010. u njemu je živjelo 15,039 stanovnika.